# Lee Horsley
Pour les articles homonymes, voir Horsley.
Lee Horsley (né le 15 mai 1955 à Muleshoe, Texas) est un acteur américain.
Surtout actif à la télévision, il est surtout célèbre pour avoir joué le rôle principal de la série télévisée Matt Houston.

## Biographie
Lee Arthur Horsley naît le 15 mai 1955 dans la petite ville de Muleshoe au Texas. Il grandit par la suite entre Denver et le Colorado. Depuis son plus jeune âge, il se montre doué pour le chant qu'il exerce dans les chorales des églises des villes où s‘installe sa famille.
Après avoir fini ses études, il décide de devenir acteur et part pour Hollywood et passe même de nombreuses auditions pour le cinéma, dans lesquelles il ne fait que de la figuration ou des apparitions furtives. Les années passent et la chance arrive enfin pour lui en 1980, car il décroche son premier rôle important à l’âge de 26 ans, celui d'Archie Goodwin dans la série télévisée L'Homme à l'orchidée (Nero Wolfe). Peu après, il épouse une actrice débutante et inconnue, Stéphanie Downer.
Peu après la naissance de son premier enfant, une fille prénommée Amber, le réalisateur Albert Pyun le choisit pour l’interprétation du prince Talon dans un film qui se tourne pendant l'été 1981, L'Épée sauvage (The Sword and the Sorcerer). En 1982, il est l’interprète principal de sa série télévisée la plus connue, Matt Houston.
En 1983 naît son deuxième enfant, un garçon nommé Logan. En 1985, il termine le tournage de la troisième et dernière saison de la série Matt Houston. Lee Horsley apparaît ensuite dans plusieurs téléfilms de qualités variables. En 1988, il renoue avec le succès en jouant dans la série Le Cavalier solitaire qui dure trois ans jusqu'en 1991. Arrive en 1992 une autre série télévisée, Enquête privée avec George Clooney, qu’il tourne pendant deux saisons. En 1994, il joue dans ce qui est sa dernière série en tant qu'acteur principal : La Légende d'Hawkeye. Il partage la vedette avec Lynda Carter et ce durant une seule et unique saison. Il n'a plus de rôle majeur par la suite et se contente d'apparaître dans quelques séries et téléfilms, comme Wind on Water ou Les Anges du bonheur.
Puis, il tourne très rarement et explique dans une interview qu'il préfère s’occuper de son ranch[réf. nécessaire].
En 2015, il joue un rôle secondaire dans le film Les Huit Salopards de Quentin Tarantino.

## Filmographie sélective
- 1981 : L'Homme à l'orchidée (Nero Wolfe) (série télévisée) : Archie Goodwin
- 1982 : L'Épée sauvage (The Sword and the Sorcerer) d'Albert Pyun : Prince Talon
- 1982-1985 : Matt Houston (Matt Houson) (série télévisée) : Matt Houston
- 1983 : La croisière s'amuse (The Love Boat) : Greg Munford
- 1985 : Le Couteau sur la nuque (Thirteen at Dinner) : Bryan Martin
- 1986 : Nord et Sud (North and South, Book II) (série télévisée) : Rafe Beaudeen
- 1988 : Le Cavalier solitaire (Paradise puis Guns of Paradise) (série télévisée) : Ethan Allen Cord
- 1989 : Recherche homme marié (Single Women Married Men) (téléfilm) de Nick Havinga : Ross Marino
- 1990 : Le Visage du tueur (the Face of Fear) (téléfilm) de Farhad Mann : Graham Harris
- 1991 : Palomino (Palomino) (téléfilm) de Michael Miller : Tate Jordan
- 1992-1993 : Enquête privée (Bodies of Evidence) (série télévisée) : Lieutenant Ben Carroll
- 1994 : French Silk (téléfilm) de Noel Nosseck : Détective Cassidy
- 1994-1995: La Légende d'Hawkeye (Hawkeye) (série télévisée) : Natty Bumppo (en), dit Hawkeye
- 1996 : Une erreur de jeunesse (Home Song) (téléfilm) de Nancy Malone : Tom Gardner
- 1998 : Wind on Water (série télévisée) : Gardner Poole
- 2001 : Les Anges du bonheur (Touched by an Angel) (série télévisée) : Guy Garfield
- 2003 : Dismembered (téléfilm) de Ewing Miles Brown : Joe Kenny
- 2007 : Showdown at Area 51 (Alien Vs. Alien) (téléfilm) de C. Roma : Diamond Joe Carson
- 2012 : Django Unchained de Quentin Tarantino : Shériff Gus
- 2015 : Les Huit Salopards (The Hateful Eight) de Quentin Tarantino : Ed